# Стрелец (футбольная премия)
«Стрелец» — профессиональная футбольная премия, учреждённая Российским футбольным союзом совместно с Национальным фондом спорта и IMG/АО «Команда», проводившаяся ежегодно по окончании футбольного сезона с 1995 по 2003 год. Премия вручалась по результатам опроса всех главных тренеров высшего дивизиона страны, их помощников, а также тренеров сборной страны.      

## Стрелец-1995
| Номинация                                          | Победитель         | Клуб           |
| -------------------------------------------------- | ------------------ | -------------- |
| Лучший вратарь                                     | Сергей Овчинников  | Локомотив      |
| Лучший защитник                                    | Омари Тетрадзе     | Спартак-Алания |
| Лучший полузащитник оборонительного плана          | Сергей Шустиков    | Торпедо        |
| Лучший полузащитник атакующего плана               | Олег Веретенников  | Ротор          |
| Лучший диспетчер                                   | Илья Цымбаларь     | Спартак        |
| Лучший нападающий                                  | Анатолий Канищев   | Спартак-Алания |
| Лучший легионер                                    | Андрей Канчельскис | Эвертон        |
| Надежда сезона                                     | Владислав Радимов  | ЦСКА           |
| Самый ценный игрок                                 | Виктор Онопко      | Спартак        |
| Лучший тренер                                      | Валерий Газзаев    | Спартак-Алания |
| За выдающийся вклад в развитие российского футбола | Михаил Якушин      |                |

## Стрелец-1996
| Номинация                                 | Победитель         | Клуб          |
| ----------------------------------------- | ------------------ | ------------- |
| Лучший вратарь                            | Сергей Овчинников  | Локомотив     |
| Лучший защитник                           | Омари Тетрадзе     | Алания        |
| Лучший полузащитник оборонительного плана | Игорь Яновский     | Алания        |
| Лучший полузащитник атакующего плана      | Олег Веретенников  | Ротор         |
| Лучший диспетчер                          | Илья Цымбаларь     | Спартак       |
| Лучший нападающий                         | Александр Маслов   | Ростсельмаш   |
| Лучший легионер                           | Валерий Карпин     | Реал Сосьедад |
| Надежда сезона                            | Олег Гарас         | Локомотив     |
| Самый ценный игрок                        | Андрей Тихонов     | Спартак       |
| Лучший тренер                             | Георгий Ярцев      | Спартак       |
| Лучший арбитр                             | Сергей Хусаинов    | —             |
| Лучший журналист                          | Александр Горбунов | —             |

## Стрелец-1997
| Номинация                                 | Победитель          | Клуб    |
| ----------------------------------------- | ------------------- | ------- |
| Лучший вратарь                            | Александр Филимонов | Спартак |
| Лучший защитник                           | Юрий Ковтун         | Динамо  |
| Лучший полузащитник оборонительного плана | Игорь Яновский      | Алания  |
| Лучший полузащитник атакующего плана      | Олег Веретенников   | Ротор   |
| Лучший диспетчер                          | Андрей Кобелев      | Динамо  |
| Лучший нападающий                         | Олег Терёхин        | Динамо  |
| Лучший легионер                           | Роман Березовский   | Зенит   |
| Надежда сезона                            | Максим Бузникин     | Спартак |
| Самый ценный игрок                        | Андрей Тихонов      | Спартак |
| Лучший тренер                             | Виктор Прокопенко   | Ротор   |
| Лучший арбитр                             | Сергей Хусаинов     | —       |
| Лучший журналист                          | Александр Горбунов  | —       |
| Лучший телекомментатор                    | Владимир Перетурин  | —       |

## Стрелец-1998
| Номинация                                 | Победитель             | Клуб                   |
| ----------------------------------------- | ---------------------- | ---------------------- |
| Лучший вратарь                            | Александр Филимонов    | Спартак                |
| Лучший защитник                           | Евгений Варламов       | ЦСКА                   |
| Лучший полузащитник оборонительного плана | Юрий Дроздов           | Локомотив              |
| Лучший полузащитник атакующего плана      | Егор Титов             | Спартак                |
| Лучший диспетчер                          | Илья Цымбаларь         | Спартак                |
| Лучший нападающий                         | Владимир Кулик         | ЦСКА                   |
| Лучший легионер                           | Заза Джанашия          | Локомотив              |
| Надежда сезона                            | Дмитрий Булыкин        | Локомотив              |
| Самый ценный игрок                        | Олег Веретенников      | Ротор                  |
| Лучший тренер                             | Олег Романцев          | Спартак                |
| Лучший арбитр                             | премия не присуждалась | премия не присуждалась |
| Лучший президент клуба                    | Валерий Филатов        | Локомотив              |
| Лучший журналист                          | Александр Горбунов     | —                      |

## Стрелец-1999
| Номинация                                 | Победитель             | Клуб                   |
| ----------------------------------------- | ---------------------- | ---------------------- |
| Лучший вратарь                            | Руслан Нигматуллин     | Локомотив              |
| Лучший защитник                           | Игорь Чугайнов         | Локомотив              |
| Лучший полузащитник оборонительного плана | Алексей Смертин        | Локомотив              |
| Лучший полузащитник атакующего плана      | Андрей Тихонов         | Спартак                |
| Лучший диспетчер                          | Егор Титов             | Спартак                |
| Лучший нападающий                         | Александр Панов        | Зенит                  |
| Лучший легионер                           | Георгий Деметрадзе     | Алания                 |
| Надежда сезона                            | Артём Безродный        | Спартак                |
| Самый ценный игрок                        | Алексей Смертин        | Локомотив              |
| Лучший тренер                             | Юрий Сёмин             | Локомотив              |
| Лучший арбитр                             | премия не присуждалась | премия не присуждалась |
| Лучший президент клуба                    | Валерий Филатов        | Локомотив              |

## Стрелец-2000
| Номинация                                 | Победитель         | Клуб        |
| ----------------------------------------- | ------------------ | ----------- |
| Лучший вратарь                            | Руслан Нигматуллин | Локомотив   |
| Лучший защитник                           | Игорь Чугайнов     | Локомотив   |
| Лучший полузащитник оборонительного плана | Виктор Булатов     | Спартак     |
| Лучший полузащитник атакующего плана      | Егор Титов         | Спартак     |
| Лучший диспетчер                          | Дмитрий Лоськов    | Локомотив   |
| Лучший нападающий                         | Дмитрий Кириченко  | Ростсельмаш |
| Лучший легионер                           | Дмитрий Парфёнов   | Спартак     |
| Надежда сезона                            | Вениамин Мандрыкин | Алания      |
| Самый ценный игрок                        | Егор Титов         | Спартак     |
| Лучший тренер                             | Гаджи Гаджиев      | Анжи        |
| Лучший арбитр                             | Лом-Али Ибрагимов  | —           |
| Лучший президент клуба                    | Валерий Филатов    | Локомотив   |
| Лучший телекомментатор                    | Виктор Гусев       | —           |

## Стрелец-2001
| Номинация                                 | Победитель          | Клуб      |
| ----------------------------------------- | ------------------- | --------- |
| Лучший вратарь                            | Руслан Нигматуллин  | Локомотив |
| Лучший защитник                           | Игорь Чугайнов      | Локомотив |
| Лучший полузащитник оборонительного плана | Владимир Маминов    | Локомотив |
| Лучший полузащитник атакующего плана      | Марат Измайлов      | Локомотив |
| Лучший диспетчер                          | Егор Титов          | Спартак   |
| Лучший нападающий                         | Владимир Бесчастных | Спартак   |
| Лучший легионер                           | Джейкоб Лекхето     | Локомотив |
| Надежда сезона                            | Марат Измайлов      | Локомотив |
| Самый ценный игрок                        | Марат Измайлов      | Локомотив |
| Лучший тренер                             | Юрий Морозов        | Зенит     |
| Лучший арбитр                             | Валентин Иванов     | —         |
| Лучший президент клуба                    | Виталий Мутко       | Зенит     |
| Легенда отечественного футбола            | Валентин К. Иванов  | —         |
| Лучший телекомментатор                    | Георгий Черданцев   | —         |

## Стрелец-2002
| Номинация                                 | Победитель             | Клуб                   |
| ----------------------------------------- | ---------------------- | ---------------------- |
| Лучший вратарь                            | Сергей Овчинников      | Локомотив              |
| Лучший защитник                           | Геннадий Нижегородов   | Локомотив              |
| Лучший полузащитник оборонительного плана | Евгений Алдонин        | Ротор                  |
| Лучший полузащитник атакующего плана      | Ролан Гусев            | ЦСКА                   |
| Лучший полузащитник атакующего плана      | Сергей Семак           | ЦСКА                   |
| Лучший диспетчер                          | Дмитрий Лоськов        | Локомотив              |
| Лучший нападающий                         | Александр Кержаков     | Зенит                  |
| Лучший легионер                           | премия не присуждалась | премия не присуждалась |
| Надежда сезона                            | Евгений Алдонин        | Ротор                  |
| Самый ценный игрок                        | Дмитрий Лоськов        | Локомотив              |
| Лучший тренер                             | Юрий Сёмин             | Локомотив              |
| Лучший арбитр                             | Валентин Иванов        | —                      |
| Лучший президент клуба                    | Евгений Гинер          | ЦСКА                   |
| Легенда отечественного футбола            | Никита Симонян         | —                      |
| Лучший телекомментатор                    | Юрий Тишков            | —                      |

## Стрелец-2003
| Номинация                                 | Победитель         | Клуб      |
| ----------------------------------------- | ------------------ | --------- |
| Лучший вратарь                            | Сергей Овчинников  | Локомотив |
| Лучший защитник                           | Сергей Игнашевич   | Локомотив |
| Лучший полузащитник оборонительного плана | Евгений Алдонин    | Ротор     |
| Лучший полузащитник атакующего плана      | Дмитрий Лоськов    | Локомотив |
| Лучший диспетчер                          | Дмитрий Лоськов    | Локомотив |
| Лучший нападающий                         | Александр Кержаков | Зенит     |
| Лучший легионер                           | Иржи Ярошик        | ЦСКА      |
| Надежда сезона                            | Александр Кержаков | Зенит     |
| Самый ценный игрок                        | Дмитрий Лоськов    | Локомотив |
| Лучший тренер                             | Юрий Сёмин         | Локомотив |
| Лучший арбитр                             | Игорь Егоров       | —         |
| Лучший президент клуба                    | Евгений Гинер      | ЦСКА      |
| Легенда отечественного футбола            | Константин Бесков  | —         |

## Общее количество наград

### По клубам
| Клуб        | Количество наград |
| ----------- | ----------------- |
| Локомотив   | 35                |
| Спартак     | 24                |
| Ротор       | 8                 |
| Алания      | 8                 |
| ЦСКА        | 8                 |
| Зенит       | 6                 |
| Динамо      | 3                 |
| Ростсельмаш | 3                 |
| Анжи        | 1                 |
| Торпедо     | 1                 |

### По игрокам[3]
| Количество наград | Победитель          | Клуб      |
| ----------------- | ------------------- | --------- |
| 6                 | Дмитрий Лоськов     | Локомотив |
| 5                 | Егор Титов          | Спартак   |
| 4                 | Сергей Овчинников   | Локомотив |
| 4                 | Олег Веретенников   | Ротор     |
| 3                 | Марат Измайлов      | Локомотив |
| 3                 | Руслан Нигматуллин  | Локомотив |
| 3                 | Андрей Тихонов      | Спартак   |
| 3                 | Илья Цымбаларь      | Спартак   |
| 3                 | Игорь Чугайнов      | Локомотив |
| 3                 | Евгений Алдонин     | Ротор     |
| 2                 | Алексей Смертин     | Локомотив |
| 2                 | Омари Тетрадзе      | Алания    |
| 2                 | Александр Филимонов | Спартак   |
| 2                 | Игорь Яновский      | Алания    |
| 2                 | Александр Кержаков  | Зенит     |